# Arsames (Satrap Ägyptens)
Arsames (persisch Aršāma, altgriechisch Ἀρσάμης, aramäisch ארשם) war ein persischer Satrap von Ägypten im Achämenidenreich in der zweiten Hälfte des 5. vorchristlichen Jahrhunderts. Es ist nicht auszuschließen, dass Arsames selbst ein Angehöriger der Achämenidendynastie war.
Arsames wurde nach der Niederschlagung des ägyptischen Aufstandes unter Inaros durch den persischen Feldherrn Megabyzos im Jahr 454 v. Chr. als Statthalter Ägyptens eingesetzt. 423 v. Chr. unterstützte er Dareios II. beim Sturz des Sogdianos.
Aus Ägypten sind zahlreiche Dokumente auf Papyrus und Leder erhalten, die die Zeit des Arsames betreffen. Ein umfangreiches Dossier beinhaltet Briefe des Arsames für seine Gutsverwalter während seiner Abwesenheit von Ägypten aus den Jahren 410 bis 407 v. Chr. Arsames hielt sich zu dieser Zeit in Susa und Babylon am Hofe des persischen Großkönigs Dareios II. auf. In diesen Zeitraum fällt auch die Zerstörung des Jahu-Tempels von Elephantine. Über das weitere Leben Arsames' nach dem Abfall Ägyptens vom Achämenidenreich unter Amyrtaios (404/402 v. Chr.) ist nichts bekannt.